# Šenkenberk
Šenkenberk (též Šimberk či Šimperk) je zřícenina hradu ze 13. století v okrese Znojmo. Pozůstatky hradu jsou od 3. května 1958 chráněny jako kulturní památka.

## Historie
Založení hradu je přisuzováno rodu Pincernů, pocházejícího z Rakouska, který se na Znojemsku usadil ke konci 1. čtvrtiny 13. století. První držitel Šenkenberka se zřejmě nazýval Wolfram, jenž používal predikát „de Schenkenberg“. Zároveň mu bylo připisováno založení hradu. Snad první zpráva o Šenkenberku se vztahuje k roku 1247. Později je Šenkenberk zmíněn k roku 1325, když český král Jan Lucemburský svolil Hrutovi z Rukštejna k prodání obce Chlupice u Hostěradic Jindřichovi ze Šenkenberka. Jindřich ze Šenkenberka, pocházející z rodu z Jíkve, je dále zaznamenán na dalších listinách z let 1337–1343 jako svědek. Kastelolog Miroslav Plaček se domnívá, že Jindřich hrad patrně vyženil. Naposledy je připomínán k roku 1349, když přenechal majetek své manželce Anně z Pavlic. Po Jindřichovi se správy hradu ujali jeho synové Markvart a Protiva ze Šenkenberka. V roce 1353 Markvart a Protiva prodali své podíly hradu Jindřichovi Přibíkovi z Jíkve. Nástupce Jindřicha Přibíka, Proček ze Šenkenberka, prodal polovinu hradu Jimramovi z Jakubova, Oldřichovi ze Želetavy a Raškovi z Borů za 510 hřiven. Druhá polovina hradu náležela bratrům Pročka, Markvartovi a Bočkovi, jenž se o svou část od roku 1361 dělil s Oldřichem ze Želetavy. Následně se podařilo Oldřichovi ze Želetavy získat i Markvartův díl hradu. Někdy poté se Šenkenberk dostal do vlastnictví moravského markraběte, jelikož ho v roce 1406 prodal Jošt Lucemburský společně s dalšími vsi Přechovi z Kojetic. Přech pak Šenkenberk předal své ženě Kateřině jako věno. Dalším majitelem hradu se stal Osvald z Eitzingu, jenž si kvůli údajnému protiprávnímu držení znepřátelil příbuzného Přecha z Kojetic, Štědroně z Kojetic. Roku 1436 ovšem Zikmund Lucemburský schválil jeho držení jako zástavy. Roku 1517 prodal Šenkenberk Michal z Eitzingu Adamovi z Bačkovic, tehdy byl již ale zchátralý. Zdeněk Měřínský a Miroslav Plaček na základě archeologického zkoumání soudili, že hrad mohl zaniknout buď v průběhu husitských válek, anebo během feudálních svárů před polovinou 15. století.

## Popis
Šenkenberk se rozkládá na ostrožně nad pravým břehem Plenkovického potoka. Jednalo se o dvojdílný hrad skládající se z jádra hradu lichoběžníkového tvaru a předhradí rovněž ve tvaru lichoběžníku. Za ním leží šíjový příkop, jenž v šířce činí 9 m a hloubku 1,5 m. Čelo jádra hradu měří 32 m, jižní strana 29,5 m a západní průčelí na opyši 18,5 m. Spojovací hradba vedoucí šikmo činí délku 31 m. Nejlépe se z hradu zachovalo severní nároží, u něhož je hradba vysoká až 3,6 m.